# Энгельбрехт, Констанце
Конста́нце Энгельбре́хт (нем. Constanze Engelbrecht; 6 января 1950, Мюнхен — 21 июля 2000, Мюнхен) — немецкая актриса.

## Биография
Констанце Энгельбрехт родилась 6 января 1950 года в Мюнхене в семье скульптора Гена Гольха и актрисы Элис Франц.
Сниматься в кино Констанце начала, будучи 10-летней девочкой в 1965 году и окончила свою кинокарьеру в 1999 году. За свою 34-летнюю кинокарьеру Энгельбрехт снялась в 74 фильмах и сериалах, но была вынуждена окончить свою карьеру, будучи серьёзно больной.
В 1998 году у Костанце был диагностирован рак молочной железы. Энгельбрехт прошла длительное лечение, которое включало в себя 20 процедур химиотерапии и многое другое. Лечение дало обратный эффект — рак распространился на печень, а в марте 2000 года было обнаружено, что женщина также страдает 11 метастазами рака в головной мозг. 4 месяца спустя, 21 июля 2000 года в одной из мюнхенских клиник 50-летняя актриса скончалась. С 1980 года Костанце жила со своим будущим мужем режиссёром, писателем и актёром Франсуа Нохером. Их единственный ребёнок, дочь Юли Энгельбрехт (род. 02.07.1984), также, как и её мать, стала актрисой.